# Wolfgang Thoenes
Wolfgang Thoenes (* 10. März 1929 in Köln; † 3. März 1992 in Mainz) war ein deutscher Pathologe.

## Leben
Wolfgang Thoenes, geboren 1929 in Köln als Sohn einer Kinderärztin und des Kinderarztes Fritz Thoenes, besuchte das Dom-Klostergymnasium in Magdeburg von 1947 bis 1953, studierte und promovierte in Mainz.
Nach seinem Abschluss absolvierte er zunächst seinen Facharzt für Innere Medizin in Heidelberg und begann im Anschluss seine wissenschaftliche Ausbildung unter Helmut Ruska am Institut für Biophysik und Elektronenmikroskopie in Düsseldorf. Thoenes gründete daraufhin unter Hans-Werner Altmann in Würzburg eine elektronenmikroskopische Arbeitsgruppe, die in den Jahren 1960–69 internationales Renommee erlangte. Seine Habilitation erfolgte 1963 anhand von tierexperimentellen Studien über das Nephron nach temporärer Ischämie. 1970 gründete er das Institut für Zytobiologie und Zytopathologie in Marburg und hatte bis 1974 den dortigen Lehrstuhl inne. 1974 bis 1992 war er Lehrstuhlinhaber am Institut für Allgemeine Pathologie und Pathologische Anatomie in Mainz. In dieser Zeit erhielt er weitere Rufe, u. a. nach Basel und Freiburg. Im Jahre 1985 entdeckte und benannte Thoenes das chromophobe Nierenzellkarzinom.
In den Jahren 1984/85 stand er der Gesellschaft für Nephrologie, 1989 der Deutschen Gesellschaft für Pathologie als Präsident vor. Er war Mitglied der Akademie der Wissenschaften und der Literatur, Herausgeber von Virchows Archiv-B „Cellular Pathology“  sowie Mitherausgeber von „Cytobiology“ und „Clinical Nephrology“.
Seine wissenschaftlichen Publikationen in der Nephropathologie behandelten unter anderem intratubuläre Transportmechanismen, Glomerulopathien, das Hämolytisch-urämische Syndrom und Amyloidose. Seine Beschreibung der Pathomorphologie der Nierentumore als klarzelliges, chromophiles, chromophobes, pleomorphzelliges Nierenkarzinom, Ductus-Bellini-Karzinom sowie Onkozytom in Form der Mainzer- bzw. Thoenes-Klassifikation war breit akzeptiert und findet noch heute bei der pathologischen Diagnostik Verwendung.
Wolfgang Thoenes war verheiratet und hatte 3 Kinder. Er starb am 3. März 1992 im Alter von 63 Jahren in Mainz.

## Werke (Auswahl)
- Mikromorphologie des Nephron nach temporärer Ischämie, Wolfgang Thoenes, Thieme-Verlag, Stuttgart, 1964
- Fine Structures of the Normal and Functionally Disturbed Nephron, Thoenes, W Verh Dtsch Ges Pathol 49, 14-46. 1965.
- Current aspects of normal and pathological ultrastructure of the glomerulus with special reference to chronic glomerulonephritis and amyloidosis, Wolfgang Thoenes, Hippokrates, 1969

- Immunmorphologische Prinzipien und pathohistologische Systematik der Glomerulonephritis. Thoenes, W, In: Immunsuppression bei Nierenkrankheiten. Symposium Nürnberg. München: Dustri-Verlag 1972
- Pathohistologische Systematik der Glomerulonephritis unter Berücksichtigung klinischer Aspekte. Thoenes, W., Nieren-u. Hochdr.krankh. 2, 1973, S. 199–208.
- Pathomorphologische Prinzipien und Formen der Glomerulonephritis, Thoenes, W., Mschr. Kinderheilkunde 122, 1974, S. 728–740.
- The glomerular lesions in endotheliotropic hemolytic nephroangiopathy (hemolytic uremic syndrome, malignant nephrosclerosis, post partum renal insufficiency) John HD, Thoenes W, Pathology, Research and Practice [01 Jan 1982, 173(3):236-259]
- Histopathology and classification of renal cell tumors (adenomas, oncocytomas and carcinomas). The basic cytological and histopathological elements and their use for diagnostics. Thoenes W, Störkel S, Rumpelt HJ, Pathol Res Pract. 181(2), May 1986, S. 125–43.